# 孟乃镇区
孟乃镇区是缅甸掸邦南桑县下辖的一个镇区，治所位于孟乃。